# Hugo Van Kuyck
Hugo Van Kuyck (Antwerpen, 1 december 1902 - Antwerpen, 29 september 1975) was een Belgisch ingenieur-architect en werd Amerikaans luitenant-kolonel in het verloop van de Tweede Wereldoorlog. Tijdens Operatie Overlord in de Tweede Wereldoorlog heeft hij mee aan de wieg gestaan van de Normandische landing op Omaha Beach. Hij was betrokken in de jaren vijftig en zestig bij heel wat grote kantorencomplexen en industriële gebouwen in het Antwerpse en het Brusselse en hanteerde daarbij een bouwstijl van doorgedreven functionalisme, gefundeerd op technisch onderzoek en economische bouwtechnieken.

## Privéleven
De grootvader van Hugo Van Kuyck was de Antwerpse schepen Frans Van Kuyck, tevens kunstschilder. Zijn overgrootvader was Lodewijk Van Kuyck, een kunstschilder. Hugo Van Kuycks overgrootoom was kunstschilder Frans Lamorinière.

## Voor de oorlog
Van Kuyck studeerde architectuur aan het Antwerpse Nationaal Hoger Instituut voor Schone Kunsten. Daar doceerde ook zijn vader Walter Van Kuyck, ook een ingenieur-architect, vastheidsleer en bouwkunde. Vervolgens behaalde hij de graad van burgerlijk ingenieur aan de toenmalige Rijksuniversiteit Gent. Aansluitend liep hij stage in het architectenbureau van zijn vader.
In het begin van zijn carrière werkte Van Kuyck vier jaar als assistent voor Victor Horta waarbij hij onder meer de studie van de akoestiek van de Henry Le Boeufzaal van het Paleis voor Schone Kunsten in Brussel aanleverde.
In 1935 was hij gastdocent aan Yale University en het Massachusetts Institute of Technology. In 1938-1939 bouwt hij als architect sociale woningbouw in de wijk Luchtbal in Merksem met name het "Canadablok" met 5 bouwlagen, evenals een complex met 160 appartementen in het Antwerpse stadscentrum aan de Halenstraat, aan de zuidelijke punt van het huidige Park Spoor Noord.

## Tijdens de oorlog

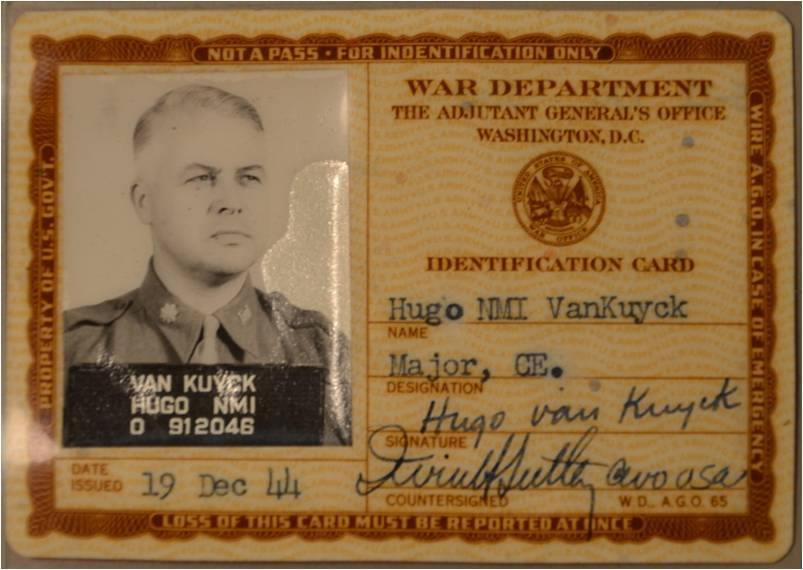
Identificatiekaart WOII Hugo van Kuyck (Bron: FelixArchief)

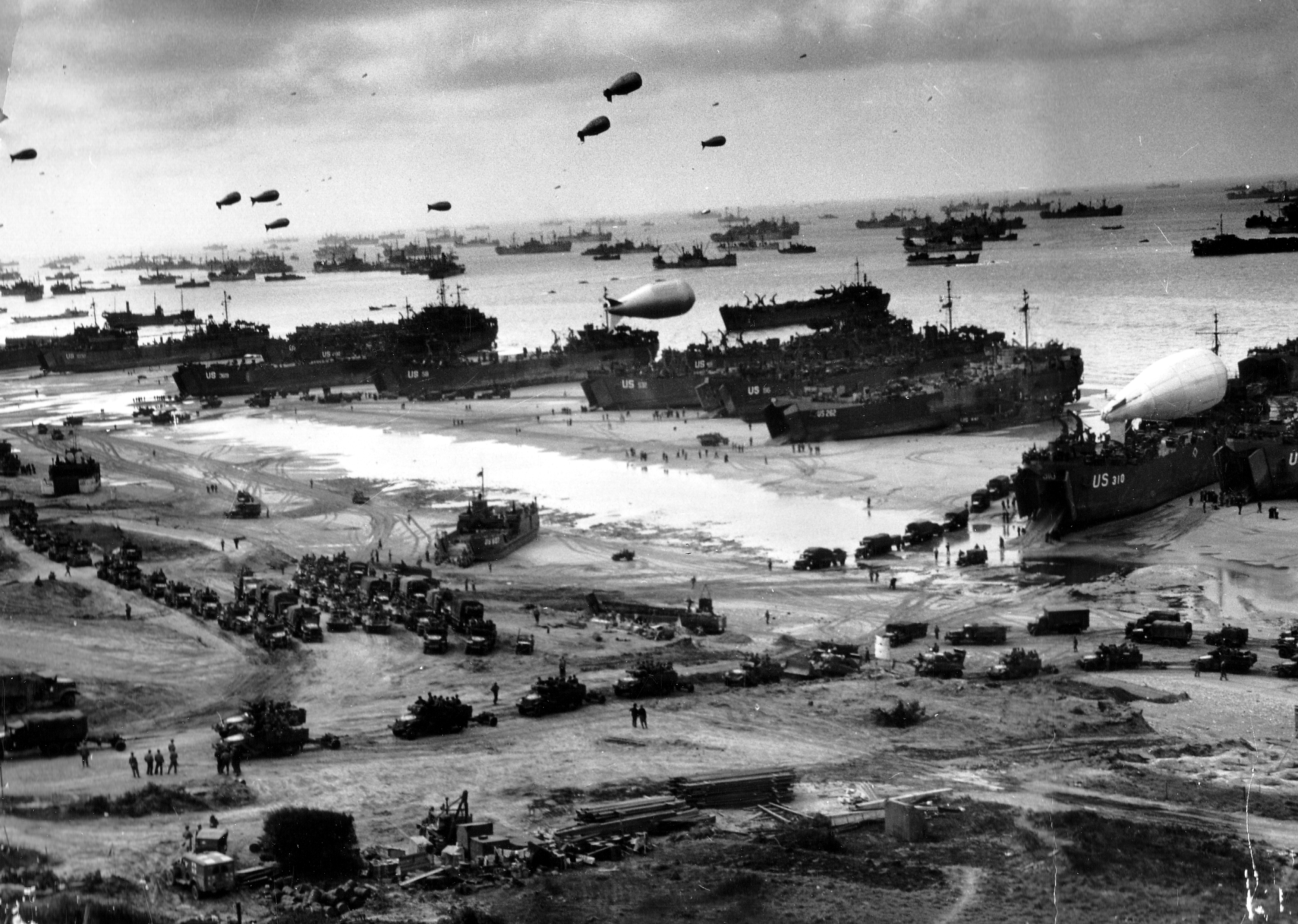
Invasie in juni 1944

Toen de Duitsers binnenvielen vluchtte hij samen met de Belgische regering naar Frankrijk. Hij werd omwille van zijn Amerikaanse contacten voor de oorlog in opdracht van toenmalig minister van buitenlandse zaken Paul-Henri Spaak met de laatste diplomatieke missie naar Amerika gestuurd.
Na de aanval op Pearl Harbor in 1941 treedt hij in dienst van het Amerikaanse leger en schopt het tot luitenant-kolonel. In 1943 beslist het Amerikaanse leger om hem naar Groot-Brittannië te sturen om de invasie voor Nazi-Duitsland voor te bereiden. Hij voert in deze opdracht verschillende verkenningsmissies uit en komt tot het advies om bij laagwater te landen op de kusten van Normandië. Hij ontwikkelde later gedetailleerde kaarten voor de schippers die gebruikt werden bij de landing op Omaha Beach.
Hij is ook een van de weinige Belgen die op 6 juni op Omaha Beach arriveerde. Dit was op het stuk dat Red Beach genoemd werd. Hij moest met zijn team de zandlagen onderzoeken om de latere bevoorrading van de troepen via het strand mogelijk te maken.

## Na de oorlog
Na de oorlog heeft hij uit handen van toenmalig president Harry S. Truman de Bronze Star en de Legion of Merit ontvangen. Het Belgische leger spande daarentegen een proces aan omdat hij voor een vreemde mogendheid had gevochten. Pas na tussenkomst van generaal Thompson is hij gerehabiliteerd. Hij werd nog korvetkapitein in het Belgische leger.
Na de oorlog krijgt hij, opnieuw van de sociale huisvestingsmaatschappij S.V. Onze Woning, de opdracht voor bijkomende ontwerpen die bijna de volledige zuidkant van Luchtbal vullen. De vier "Lange Blokken" met acht bouwlagen worden gebouwd tussen 1954 en 1956 en de zes "Torengebouwen" met 18 bouwlagen gebouwd tussen 1960 en 1962, werden door Van Kuyck ontworpen. In 1955 krijgt het Canadablok nog dakappartementen. Op die manier bepaalt Van Kuyck het typerend uitzicht van de hele wijk Luchtbal.
In 1953 mocht Van Kuyck het administratief gebouw van de Bell Telephone Manufacturing Company aan Het Zuid in Antwerpen ontwerpen. Het modernistisch torengebouw is door zijn hoogte en ligging een herkenningspunt in de Antwerpse skyline. Den Bell op het Francis Wellesplein werd in 2009 een administratief gebouw voor de Stad Antwerpen, nadat Alcatel in 2006 het gebouw in de wijk Brederode verliet.
In de jaren vijftig maakte hij deel uit van de associatie van architecten die de plannen voor het Rijksadministratief Centrum ontwikkelden, dat van 1958 tot 1968 werd gebouwd in het centrum van Brussel, boven op de kokers van de Noord-Zuidverbinding. In Antwerpen ontwierp hij de plannen voor de kantoortoren van E.B.E.S. aan de Mechelsesteenweg samen met Léon Stynen. Deze bouw liep van 1956 tot 1959. Daarna volgden in Brussel de zeventien verdiepingen van de Prévoyance Sociale, en enkele paviljoenen voor de Expo 58.
Van Kuyck ontwierp in 1962 de Ford-Genk fabrieken in Genk, het bedrijfsgebouw van General Motors Antwerpen in de Antwerpse haven, een Research Center voor Esso. Eind jaren zestig en begin jaren zeventig bouwde hij, als vervolg van de werken aan het Rijksadministratief Centrum, aan de Financietoren en werkte hij samen met Pierre Guillissen en André en Jean Polak aan de renovatie van het hoofdgebouw van de Generale Maatschappij van België in de Koningsstraat in Brussel, vlak tegenover het Warandepark.
Hij gaf les van 1957 tot 1959 aan het Hoger Architectuurinstituut Henry van de Velde, doceerde ook enige tijd aan de Université Libre de Bruxelles, schreef voor het magazine Bouwen en Wonen, zette zich in voor het Instituut voor Kunstambachten en was lid van de Société Centrale d'Architecture de Belgique.

### Lijst van bouwwerken ontworpen door Hugo Van Kuyck[4][5]
| Bouw      | Naam                                                           | Plaats              | Bijzonderheden | Afbeelding |
| --------- | -------------------------------------------------------------- | ------------------- | --- | ---------- |
| 1937-1938 | Sociaal Woonblok Halenstraat/Meloenstraat                      | Antwerpen           | |            |
| 1937-139  | Canadablokken Antwerpen Luchtbal                               | Antwerpen           | |            |
| 1950      | Bejaardenwoningen en winkel Ballaarstraat                      | Antwerpen           | |            |
| 1953      | Kantoorgebouw International Bell Telephone Company             | Antwerpen           | |            |
| 1954-1956 | Woonblokken Groenendaallaan Antwerpen Luchtbal                 | Antwerpen           | |            |
| 1951-1957 | Zetel van de Sociale Voorzorg (Siège de la Prévoyance sociale) | Sint-Joost-ten-Node | i.s.m. Pierre Guillissen, Christian Housiaux en Jean Polak |            |
| 1956-1959 | Kantoorgebouw E.B.E.S                                          | Antwerpen           | i.s.m. Léon Stynen en Paul De Meyer |            |
| 1960-1961 | Kantoorgebouw van Bowater Philips                              | Gent                | |            |
| 1960-1962 | Woontorens Luchtbal Antwerpen                                  | Antwerpen           | |            |
| 1966-1967 | Herenhuis Jan Van Rijswijcklaan 220                            | Antwerpen           | Eén van de weinige privé-woningen ontworpen door Van Kuyck |            |
| 1968-1983 | Financietoren/Tour Finances                                    | Brussel             | i.s.m. Marcel Lambrichs en Léon Stynen. Tussen 2005 en 2008 gerenoveerd naar ontwerp van Jaspers-Eyers. De afbeelding laat nog deels de oorspronkelijke staat zien waarbij name de externe liftschachten opvallen. |            |
| 1958-1985 | Rijksadministratief Centrum (Brussel)                          | Brussel             | i.s.m. Marcel Lambrichs en Léon Stynen. De afbeelding laat de oorspronkelijke situatie zien voor de renovatie. |            |